# Gunnar Strömmer

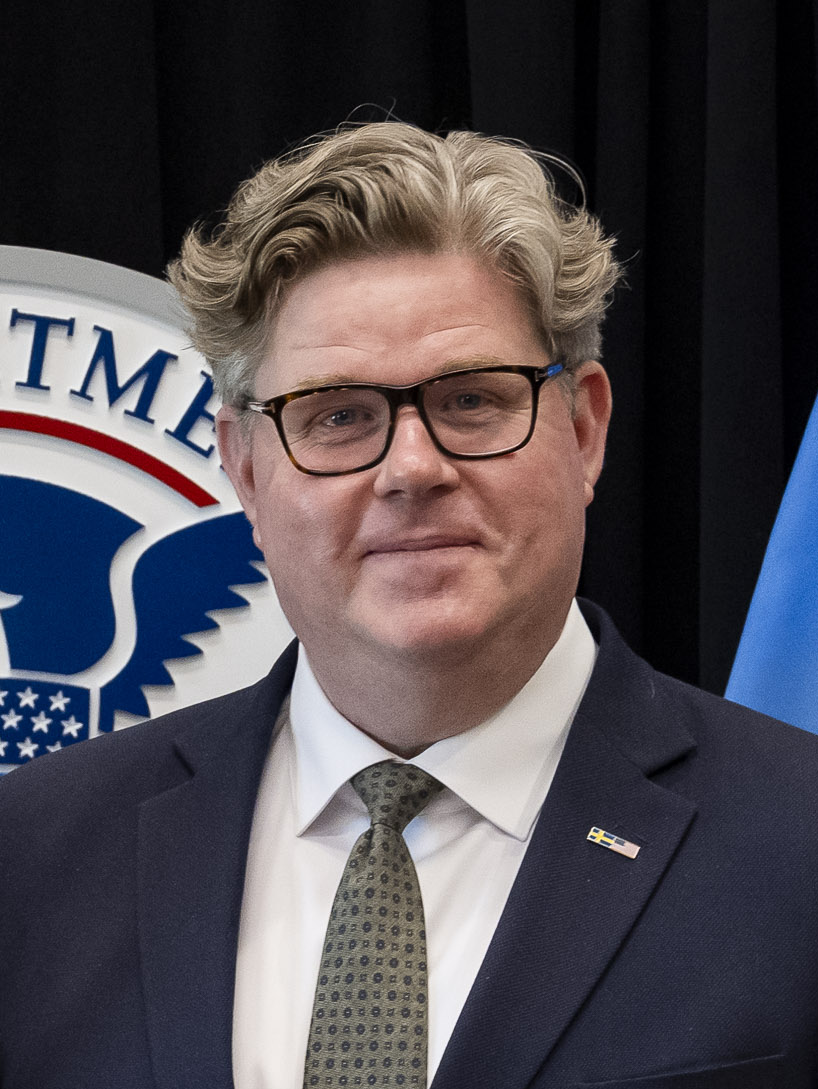
Gunnar Strömmer (2024)

Gunnar Sören Folke Strömmer (* 19. September 1972 in Örnsköldsvik, Västernorrlands län) ist ein schwedischer Politiker der Moderaten Sammlungspartei (Moderata samlingspartiet), der seit dem 18. Oktober 2022 Justizminister ist.

## Leben
Gunnar Sören Folke Strömmer besuchte von 1988 bis 1991 den sozialwissenschaftlichen Zweig der Obersekundarschule an der Nolaskolan in Örnsköldsvik und begann daraufhin ein Studium der Rechtswissenschaften an der Universität Uppsala, welches er 1998 mit dem Juristexamen beendete. Während seiner Studienzeit leistete er zwischen 1993 und 1994 Wehrdienst in der Marine und belegte während eines Studienaufenthalts von 1996 bis 1997 Vorlesungen im Europarecht und Verfassungsrecht an der Universität Trier. Als Nachfolger von Thomas Idergard wurde er nach Ende seines Studiums 1998 Vorsitzender des Moderata ungdomsförbundet (MUF), des Jugendverbandes der Moderaten Sammlungspartei (Moderata samlingspartiet), und bekleidete diese Funktion bis zu seiner Ablösung durch Tove Lifvendahl 1999.  
2001 arbeitete er für das Institute for Justice, eine libertäre, gemeinnützige Anwaltskanzlei in den Vereinigten Staaten, und war nach seiner Rückkehr 2002 Mitgründer und bis 2011 Leiter des daran angelehnten Centrum för rättvisa, des Zentrums für Justiz, eine gemeinnützige Organisation, die den Schutz der individuellen Freiheiten und Rechte in Schweden durch rechtliche Verfahren, die Ausbildung junger Anwälte und Debatten fördert. Im Anschluss war er zwischen 2011 und 2017 als Rechtsanwalt in der Anwaltskanzlei Gernandt & Danielsson. Er war daneben zwischen 2012 und 2013 Leiter der Untersuchung zur Staatsbürgerschaft, die im April 2013 ihren Bericht „Schwedische Staatsbürgerschaft“ (Det svenska medborgarskapet) vorlegte. Als Nachfolger von Anders Edholm wurde er 2017 Generalsekretär der Moderaten Sammlungspartei und hatte diese Funktion bis 2022 inne, woraufhin Karin Enström ihn ablöste. Er war ferner von 2020 bis 2022 Mitglied der Kommission zur Untersuchung der Regeringsformen, der schwedischen Verfassung von 1974.
Am 18. Oktober 2022 wurde Strömmer Justizminister (Justitieminister) in der Regierung Kristersson und ist damit zuständig für die Bereiche Öffentliche Ordnung und Sicherheit, Kriminalprävention, Fragen im Zusammenhang mit Opfern von Straftaten, Zivilrecht, Gerichte und Gefängnisse, die schwedische Verfassung, internationale justizielle Zusammenarbeit, Polizei, Verfahrensrecht, Justizsystem, Strafrecht und Staatsanwälte.
Er lebt in Stockholm, ist verheiratet und hat drei Kinder.

## Veröffentlichung
- Den nya rättighetsrevolutionen de senaste 15 årens frihetliga rättighetsaktivism i USA, Timbro/CVV, Stockholm 2002